# Arctous alpinus
Arctous alpinus là một loài thực vật có hoa trong họ Thạch nam. Loài này được (L.) Nied. mô tả khoa học đầu tiên năm 1889.